# Monument aux morts de Termignon
Le Monument aux morts de Termignon est un monument aux morts situé à Termignon, commune déléguée de Val-Cenis en Savoie, qui rend hommage aux soldats morts durant la Première Guerre mondiale. Avec sa sculpture d'une femme qui pleure, il représente un des monuments aux morts pacifistes élevés en France après la Première Guerre mondiale pour protester contre la guerre.

## Description
Le monument est installé à proximité de l'église Notre-Dame, rue de la Parrachée.
La statue de bronze, parfois appelée la Pleureuse, représente une femme en costume du pays, qui pleure un proche perdu à la guerre en se tenant le visage de la main droite. Sur le socle, il est gravé 
« AUX ENFANTS DE 

TERMIGNON 

GLORIEUSEMENT TOMBES 

POUR LA PATRIE 

LA COMMUNE RECONNAISSANTE

1914          1918 ».

## Histoire
Le monument aux morts et sa statue sont l'œuvre de Luc Jaggi-Couvert, sculpteur genevois d'origine termignonaise (1887-1976).
Le monument est inauguré le 26 avril 1931. Lors de cette inauguration, la statue défraye la chronique, le maire refusant d'y assister, car il juge l'œuvre pacifiste[réf. à confirmer].
Le monument aux morts est inscrit au titre des monuments historiques le 13 mars 2019,. Il fait partie d'un ensemble de 40 monuments aux morts de la région Auvergne-Rhône-Alpes protégés à cette date pour leur valeur architecturale, artistique ou historique.